# لی سوک هیونگ
لی سوک هیونگ (کره‌ای: 이석형؛ زادهٔ ۲۹ ژوئیه ۱۹۷۸) بازیگر اهل کره جنوبی است. پس از آغاز بازیگری در فیلم مستقل فیلم امروز (۲۰۱۴)، او در فیلم‌های مستقل دیگری همچون جین رؤیاها (۲۰۱۷) و قلب (۲۰۲۰) ایفای نقش کرد.
او به خاطر ایفای نقش در فیلم اکشن هیرو (۲۰۲۱) برندهٔ جایزه بازیگر فوق‌العاده در بیست و پنجمین جشنواره بین‌المللی فیلم‌های فوق‌العاده بوچون شد. لی در مجموعه‌های تلویزیونی همچون دهکده ساحلی چاچاچا (۲۰۲۱) و پیوند: بخور، عشق بورز و بکش (۲۰۲۲) ایفای نقش کرده است.

## فیلم‌شناسی

### فیلم
| سال  | عنوان       | نقش             | توضیحات | منابع |
| ---- | ----------- | --------------- | ------- | ----- |
| ۲۰۱۵ | فیلم امروز  | مردِ جون جی هیون |         |       |
| ۲۰۱۷ | جین رؤیاها  | بیونگ ووک       |         |       |
| ۲۰۲۰ | قلب         | سونگ بوم        |         | [ ۵ ] |
| ۲۰۲۱ | اکشن هیرو   | جو سونگ         |         | [ ۲ ] |
| ۲۰۲۱ | عمارت روح   | مرد جوان        |         |       |
| ۲۰۲۲ | عشق و افسار | وو هیوک         |         |       |

### مجموعه تلویزیونی
| سال  | عنوان                       | نقش          | توضیحات       | منابع |
| ---- | --------------------------- | ------------ | ------------- | ----- |
| ۲۰۲۱ | دراما استیج — وضعیت نعنایی  | آی‌اکس        | درام یک قسمتی |       |
| ۲۰۲۱ | پسران راکتی                 | لی کیونگ مین | نقش جزئی      |       |
| ۲۰۲۱ | دهکده ساحلی چاچاچا          | کیم دو ها    |               | [ ۴ ] |
| ۲۰۲۲ | پیوند: بخور، عشق بورز و بکش | چا جین هو    |               | [ ۶ ] |

### مجموعه اینترنتی
| سال  | عنوان                 | نقش            | توضیحات | منابع |
| ---- | --------------------- | -------------- | ------- | ----- |
| ۲۰۲۰ | ماجراهای پرستار مدرسه | کانگ مبن وو    |         |       |
| ۲۰۲۰ | دلباخته در شهر        | کانگ بیونگ جون |         |       |
| ۲۰۲۲ | عدالت برای نوجوانان   | لی نام کیونگ   |         | [ ۷ ] |
| ن/م  | Pleasant Bullying     |                |         | [ ۸ ] |

## جوایز و نامزدی‌ها
| مراسم جوایز                                             | سال  | دسته                   | گیرنده                   | نتیجه | منابع       |
| ------------------------------------------------------- | ---- | ---------------------- | ------------------------ | ----- | ----------- |
| بیست و پنجمین جشنواره بین‌المللی فیلم‌های فوق‌العاده بوچون | ۲۰۲۱ | جایزه بازیگر فوق‌العاده | لی سوک هیونگ (اکشن هیرو) | برنده | [ ۲ ] [ ۳ ] |